# محمد شریف
محمد شریف (متولد ۱۳۳۴) عضو هیئت علمی دانشکده حقوق و علوم سیاسی دانشگاه علامه طباطبایی، وکیل زندانیان سیاسی است که در دوره احمدی‌نژاد و ریاست سید صدرالدین شریعتی به علت وکالت متهمین سیاسی از دانشگاه علامه طباطبائی اخراج شد.

## زندگی‌نامه و تحصیلات
محمد شریف ورودی دانشگاه تهران در رشته حقوق با رتبه ۷ در کنکور سراسری سال ۱۳۵۷ بود. او در رشته حقوق از دانشکده حقوق و علوم سیاسی دانشگاه تهران با معدل ۱۹٫۳۵ فارغ‌التحصیل شد. او مدرک دانشنامه کارشناسی ارشد در رشته حقوق بین‌الملل را از دانشکده حقوق دانشگاه شهید بهشتی به عنوان دانشجوی ممتاز اخذ کرد و توانست مدرک دکترای حقوق را با معدل ۱۹ از دانشگاه علامه طباطبائی کسب نماید. محمد شریف استادیار دانشگاه علامه طباطبائی است. او در زمان ریاست نجف‌قلی حبیبی به عضویت هیئت علمی این دانشگاه درآمد. محمد شریف در سال ۱۳۹۰ با دستور ریاست وقت دانشگاه علامه و پس از ۲۵ سال تدریس از این دانشگاه اخراج شد.
محمد شریف هم‌اکنون از اساتید برجسته دانشگاه علامه طباطبایی در رشته حقوق عمومی و از اعضای هیئت مؤسس کانون مدافعان حقوق بشر می‌باشد.

## وکالت
شریف به عنوان وکیل پایه یک دادگستری در بسیاری از پرونده‌ها وکالت زندانیان سیاسی را برعهده گرفته است. او همچنین در دوره ۲۸ ام به عضویت کانون وکلای مرکز نیز انتخاب شد.
برخی از این پرونده‌های سیاسی عبارتند از:
1. پرونده متهمان اعضای شورای ملی-مذهبی که در سال ۱۳۸۰ دستگیر شدند.[۱۲]
2. زینب جلالیان[۱۳]
3. پرونده هدی صابر[۱۴]
4. پرونده متهمان پیامدهای انتخابات ریاست‌جمهوری دهم ایران: احمد زید آبادی، شیوا نظر آهاری و مسعود باستانی[۱۵][۱۶][۱۷][۱۸]

شریف در انتخابات ۱۳۹۶ از حسن روحانی در برابر سید ابراهیم رئیسی حمایت کرد.